# Bernard Tchoullouyan
Bernard Marc Tchoullouyan (Marsiglia, 12 aprile 1953 – Mimet, 7 gennaio 2019) è stato un judoka francese.

## Palmarès
- Giochi olimpici

Mosca 1980: bronzo nei 78 kg.
- Mondiali

Parigi 1979: argento nei 78 kg.
Maastricht 1981: oro negli 86 kg.